# Matthias Müller (componist)
Matthias (Mátyás) Müller (Baranya, 1811 – ?, 1881) was een Hongaars componist en militaire kapelmeester.

## Levensloop
Van deze componist is niet veel bekend. Hij was kapelmeester van de Militaire muziekkapel van het k. k. Infanterie-Regiment nr. 40 in Galicië van 1843 tot 1851 en vervolgens tot 1863 van de Militaire muziekkapel van het Infanterie-Regiment nr. 45. 
Als componist schreef hij marsen en ouverturen voor harmonieorkest.

## Composities

### Werken voor harmonieorkest
- Auf Rekonvaleszenz
- Erzherzog-Sigismund-Marsch
- Fortuna-Marsch
- Pisani-Marsch
- Prager Defilierung